# Genoplesium despectans
Genoplesium despectans là một loài thực vật có hoa trong họ Lan. Loài này được (Hook.f.) D.L.Jones & M.A.Clem. mô tả khoa học đầu tiên năm 1989.